# Martin Borthen
Martin Luther Borthen (ur. 13 sierpnia 1878 w Kristiansund, zm. 25 marca 1964 w Bergen) – norweski żeglarz, olimpijczyk, zdobywca złotego medalu w regatach na Letnich Igrzyskach Olimpijskich w 1920 roku w Antwerpii.
Na Letnich Igrzyskach Olimpijskich 1920 zdobył złoto w żeglarskiej klasie 12 metrów (formuła 1919). Załogę jachtu Heira II tworzyli również Johan Friele, Olaf Ørvig, Erik Ørvig, Thor Ørvig, Arthur Allers, Christen Wiese, Egill Reimers i Kaspar Hassel.